# Carlia sexdentata
Carlia sexdentata — вид сцинкоподібних ящірок родини сцинкових (Scincidae). Ендемік Австралії.

## Поширення і екологія
Carlia sexdentata мешкають на півночі півострова Кейп-Йорк на півночі Квінсленду, на сході півострова Арнемленд у Північній Території, на сусідніх островах, зокрема на Ґрут-Айленді, та на островах Торресової протоки. Вони живуть в різноманітних природних середовищах, від прибежних дюн і окраїн мангрових лісів до вологих тропічних лісів і чагарникових заростей та порослих панданом боліт.